# Déportation des Tatars de Crimée

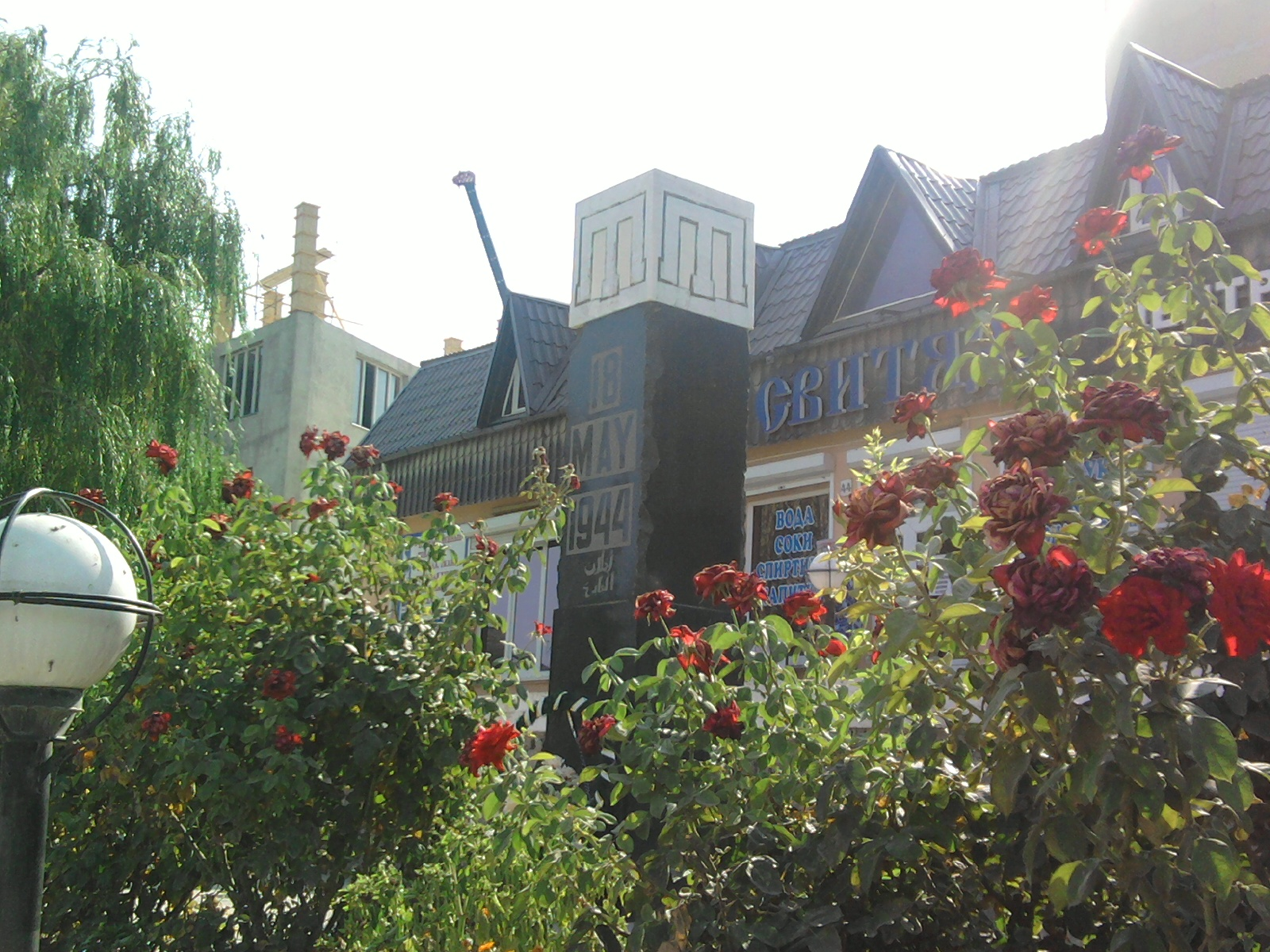
Monument à la mémoire de la déportation des Tatars de Crimée à Soudak en république autonome de Crimée.

La déportation des Tatars de Crimée est une opération de nettoyage ethnique planifiée par le gouvernement de l'Union soviétique et exécutée en 1944 sur les ordres de Staline et Beria. Expulsés de la Crimée, les Tatars ont majoritairement été déportés vers la république socialiste soviétique d'Ouzbékistan. En tatar de Crimée, cet évènement est appelé « Sürgünlik », qui signifie « exil ».

## Histoire
En 1944, sous prétexte d'une collaboration d'une partie des Tatars de Crimée avec les Nazis pendant l'occupation allemande de la Crimée de 1941 à 1944 (collaboration attestée pratiquement parmi tous les peuples soviétiques sous l'occupation allemande), le gouvernement soviétique expulse les Tatars de la Crimée sur l'ordre de Joseph Staline et Lavrenti Beria.
La déportation commence le 18 mai 1944 dans tous les lieux habités de la Crimée. Plus de 32 000 membres du NKVD participent à cet effort. Les futurs déportés reçoivent un préavis de 30 minutes pour ramasser leurs effets personnels, avant d'être embarqués dans des trains et amenés hors de la Crimée. 238 500 Tatars de Crimée sont déportés, 151 136 expédiés en république socialiste soviétique d'Ouzbékistan, 8 597 en république socialiste soviétique autonome des Maris, 4 286 en République socialiste soviétique kazakhe, les 29 846 restants vers des oblasts de la république socialiste fédérative soviétique de Russie. Pendant la déportation, la plupart des Tatars de Crimée qui combattent dans les rangs de l'Armée rouge sont démobilisés et envoyés dans des camps de travail en Sibérie et dans les régions montagneuses de l'Oural.
La déportation est mal planifiée et mal exécutée, les autorités locales dans les régions d'accueil ne sont pas informées de l'importance du mouvement de masse, ni ne reçoivent suffisamment de ressources pour accueillir les déportés. Le manque d'espaces d'accueil et de nourriture et la rapide propagation des maladies ont de graves conséquences sur les Tatars pendant les premières années de la déportation.
À cause de la faim, de la soif et des maladies, environ 45 % de l'ensemble de la population déportée meurt. Selon des informations présentées par des dissidents soviétiques, plusieurs Tatars de Crimée sont enrôlés dans des projets de grande envergure supervisés par le Goulag.
Des militants tatars de Crimée ont tenté d'évaluer les conséquences démographiques de la déportation. Ils ont mené des sondages dans toutes les communautés tatares pendant les années 1960. Selon leur analyse, 109 956 (46,2 %) sur les 238 500 déportés sont morts entre le 1er juin 1944 et 1er janvier 1947.

## Déportation des minorités non-slaves de Crimée
Après les Tatars de Crimée, ce sont les Grecs, les Bulgares et les Arméniens de Crimée qui sont déportés de la péninsule, les 27 et 28 juin 1944.

## Retour en Crimée
Bien qu'un décret soviétique datant de 1967 retire les accusations portées contre les Tatars de Crimée, le gouvernement soviétique n'a rien fait pour faciliter leur réinstallation en Crimée et leur verser des réparations pour les pertes en vies humaines et les biens confisqués. Les Tatars de Crimée ne seront autorisés à rentrer en Crimée qu'au milieu des années 1980 (début de la politique de perestroïka).

Symbole de l'anniversaire de la déportation des Tatars de Crimée.
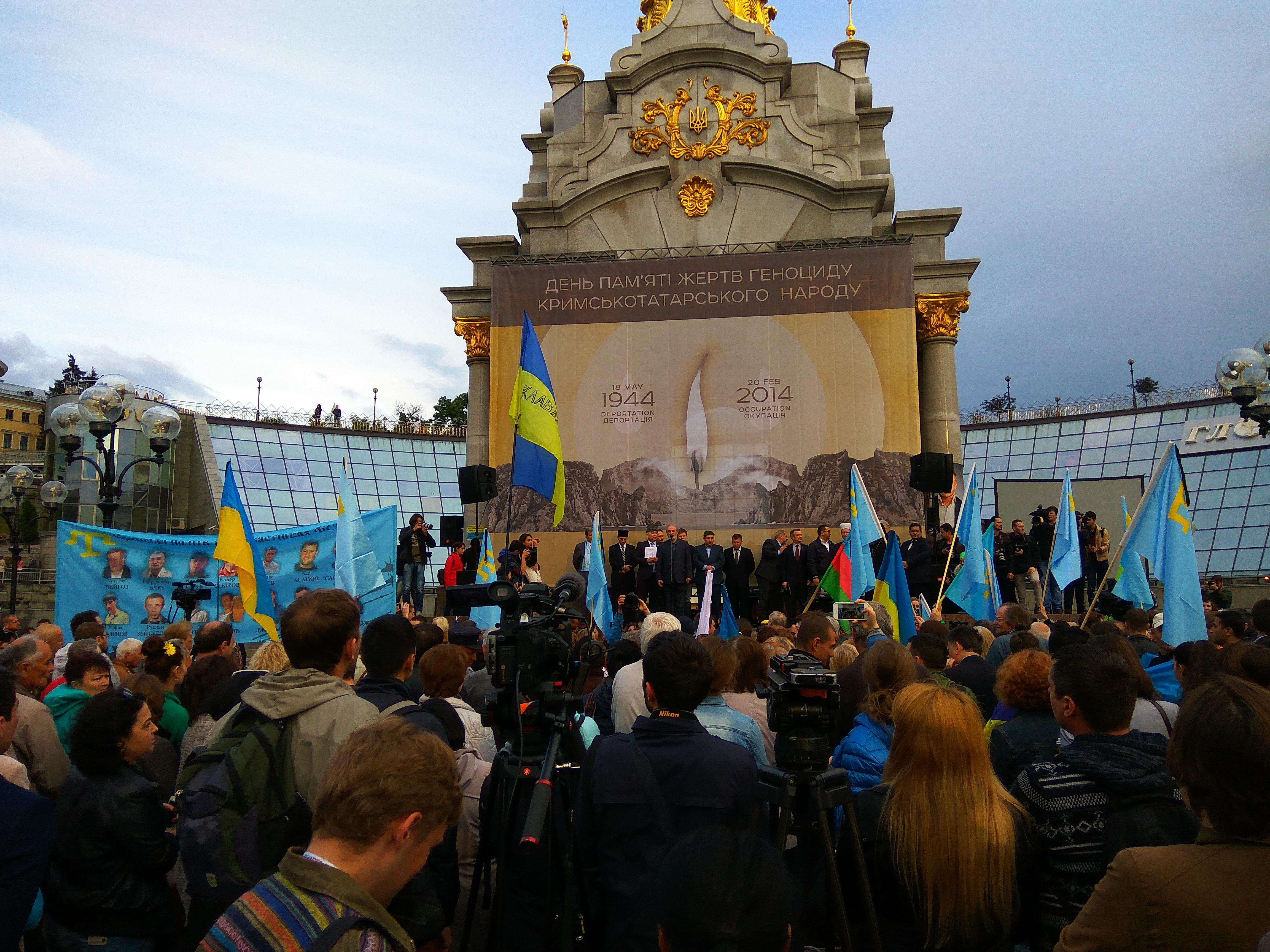
2016 journée en la mémoire de la déportation, Kiev.
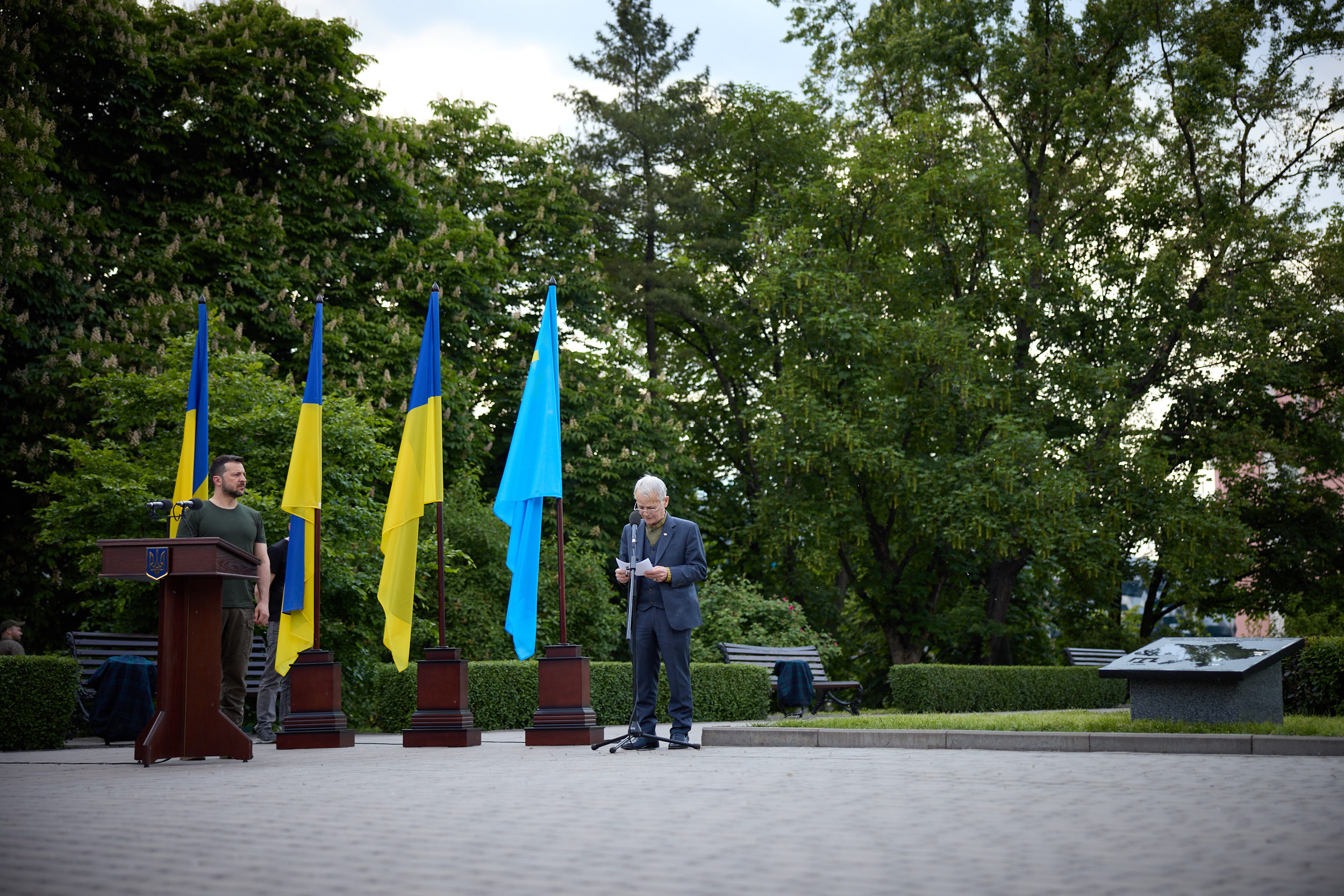
Volodymyr Zelensky et Moustafa Djemilev dévoilant le mémorial à la déportation des Tatars de Crimée à Kiev le 18 mai 2024.

Le 11 mars 2014, la Rada de Crimée approuve un décret garantissant la restauration des droits des Tatars de Crimée et leur réintégration dans la société de Crimée tout en reconnaissant le « sort tragique » du peuple tatar. En pratique, la Russie persécute le peuple Tatar et sa situation humanitaire se détériore significativement.

## Reconnaissance du génocide
Des militants de Crimée demandent que le Sürgünlik soit reconnu comme un génocide.
Le 12 novembre 2015 la Rada d'Ukraine, le 9 mai 2019 la Saeima de Lettonie, le 6 juin 2019 le Seimas de la Lituanie, le 10 juin 2019 le Parlement du Canada, le 12 juillet 2024 la Diète de la Pologne, le 16 octobre 2024 le Riigikogu de l'Estonie et le 18 décembre 2024 le Sénat de la Tchéquie reconnaissent la déportation des Tatars de Crimée comme un génocide.
Le 19 juin 2025, le parlement des Pays-Bas reconnaît la déportation des Tatars de Crimée effectuée par l'Union soviétique en 1944 comme un génocide.